# Philippe Garnier (écrivain)
Pour les articles homonymes, voir Philippe Garnier et Garnier.
Philippe Garnier, né en 1964, est un écrivain et un éditeur français.

## Biographie
Philippe Garnier fut l'un des animateurs des éditions Austral (1992-1996) avant de travailler comme éditeur aux éditions Denoël de 1998 à 2012. Il a contribué à différentes revues dont Perspectives critiques, L'Imbécile, L'Amour, L'Atelier du roman, Philosophie Magazine et Les Cahiers dessinés. Il est l'éditeur du site Politika.io, à l'EHESS.
Il a également écrit sur l'œuvre de plusieurs peintres, dessinateurs et artistes plasticiens parmi lesquels Roland Topor, Olivier O. Olivier, Joël Person, Martial Leiter, Folon, Gilbert Peyre, Gaston Chaissac, Michael Weston, François Bensimon, Ricardo Cavallo et Noyau. 

## Œuvres
- La Tiédeur, PUF, 2000
- Une petite cure de flou, PUF, 2002
- Mon père s'est perdu au fond du couloir, éd. Melville, 2005
- Roman de plage, éditions Denoël, 2007
- Babel nuit, éditions Gallimard (coll. « Verticales »), 2012
- Mélancolie du pot de yaourt, Premier Parallèle, 2020
- Pourquoi lire (collectif), Premier Parallèle, 2021.
- La Démence du percolateur, Premier Parallèle, 2023.